# 蘇門答臘鋸粉蝶
蘇門答臘鋸粉蝶（学名：Prioneris autothisbe hypsipyle）为金珠鋸粉蝶的一個亞種，原產於婆羅洲、爪哇島等地。

## 腳註
1. ↑  Prioneris autothisbe （页面存档备份，存于） - funet.fi

## 扩展阅读
- 維基物種上的相關：蘇門答臘鋸粉蝶